# Dan Spitz
Daniel Alan Spitz (* 28. ledna 1963) je americký hudebník a hodinář, který je nejlépe známý jako sólový kytarista americké heavymetalové skupiny Anthrax, kde účinkoval v letech 1983 až 1995 a znovu v roce 2005 až 2008. S Anthrax byl Spitz nominován na tři ceny Grammy a získal několik platinových alb. Spitz také založil křesťanskou hudební skupinu Red Lamb, která byla známá pro texty o povědomí o autismu. Spitz získal švýcarské a americké tituly v oboru luxusního mechanického hodinářství a mikrostrojírenství a je certifikovaný hodinářský instruktor pro Severní Ameriku v rámci švýcarské hodinářské společnosti Chopard. Jeho starší bratr je heavymetalový basista a kytarista Dave Spitz.

## Diskografie

### Anthrax
- Fistful of Metal (1984)
- Armed and Dangerous (1985)
- Spreading the Disease (1985)
- Among the Living (1987)
- State of Euphoria (1988)
- Persistence of Time (1990)
- Sound of White Noise (1993)
- Alive 2 (2005)

### Red Lamb
- Red Lamb (2012)